# Грабарка (гміна Нурець-Станція)
Грабарка (Ґрабарка, пол. Grabarka) — село в Польщі, у гміні Нурець-Станція Сім'ятицького повіту Підляського воєводства. Населення — 115 осіб (2011).

## Історія
Біля села був фільварок, розпарцельований (поділений на ділянки) після 1893 року.
У 1975—1998 роках село належало до Білостоцького воєводства.

## Релігія
За 0,5 км від села, в урочищі Суминщина, розташована Свята Гора Грабарка з церквою Преображення Господнього і жіночим монастирем Святих Марфи і Марії. Біля підніжжя гори — криниця та джерело, а поруч — тисячі православних паломницьких хрестів.
Виникнення гори пов'язують з перенесенням на неї мельницької ікони Спаса Ізбавника, яка згадується в Галицько-Волинському літописі (XIII століття) і яка, однак, не збереглася. Гора стала широко відомою на початку XVIII століття.
У XVIII столітті, після спалаху холери, яка охопила в 1710 році розташоване поблизу місто Сім'ятичі та його околиці, на гору почали ставити перші хрести та зведено невелику дерев'яну церкву Преображення Господнього (Спаса), яка була філіальною церквою сім'ятицької парафії до 1940-х років. Церкву було перебудовано у 1886 році. У листопаді 1947 року на горі був відкритий єдиний на території післявоєнної Польщі жіночий монастир Святих Марфи і Марії. Дерев'яна церква Преображення Господнього разом з іконостасом, іконами та церковними книгами згоріли в ніч з 12 на 13 липня 1990 року. Однак вже 19 серпня того ж 1990 року почалася відбудова храму, який був споруджений цегляним, шальованим деревом, щоб нагадувати про попередню дерев'яну будову.
На Святій Горі Грабарці щороку 19 серпня проводиться храмове свято (яке називають «отпуст» або «пристольний празник») під час відзначення свята Спаса (Преображення Господа Бога і Спаса нашого Ісуса Христа). До гори пішки православні віруючи вирушають вже за тиждень до початку свята, беручи із собою виготовлені власноруч дерев'яні хрести різної величини. Після богослужіння відвідувачі жертвують принесені хрести, ставлячи їх довкола церкви, та освячують яблука на заключному хресному ході..

## Демографія
Демографічна структура на 31 березня 2011 року:
|          | Загалом | Допрацездатний вік | Працездатний вік | Постпрацездатний вік |
| -------- | ------- | ------------------ | ---------------- | -------------------- |
| Чоловіки | 44      | 4                  | 31               | 9                    |
| Жінки    | 71      | 8                  | 30               | 33                   |
| Разом    | 115     | 12                 | 61               | 42                   |

## Галерея

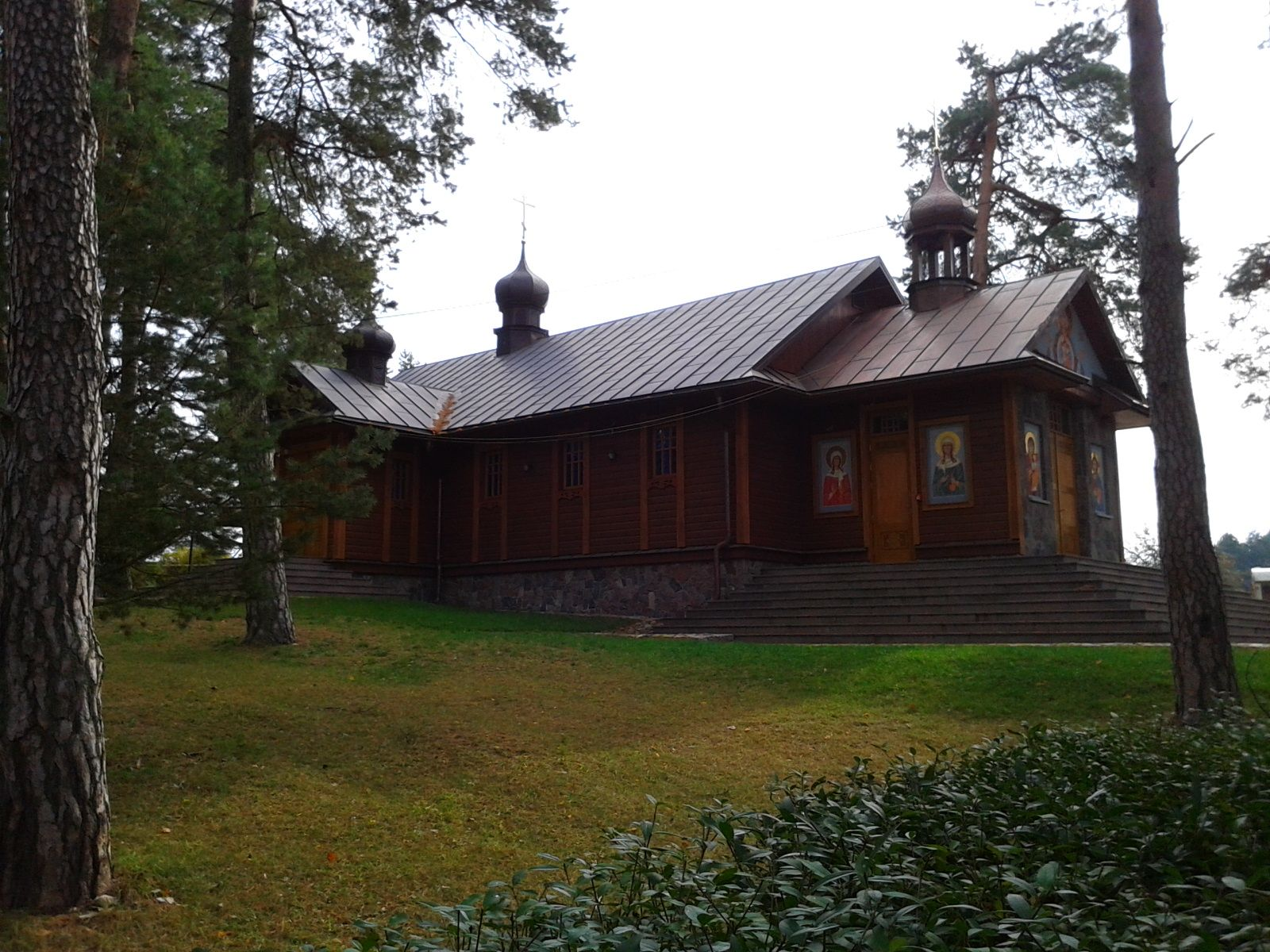
Православна церква ікони Божої Матері
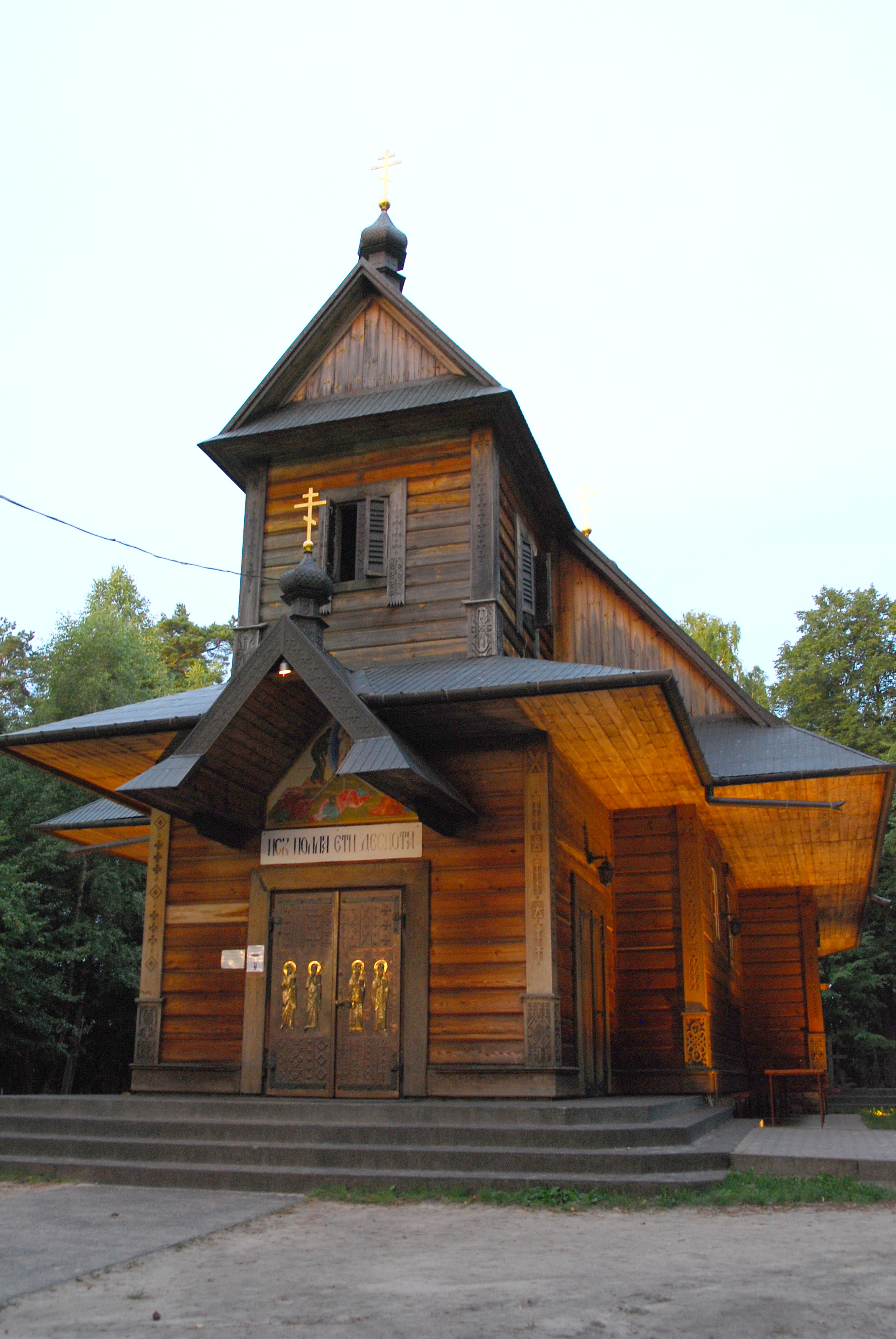
Православна церква Преображення Господнього
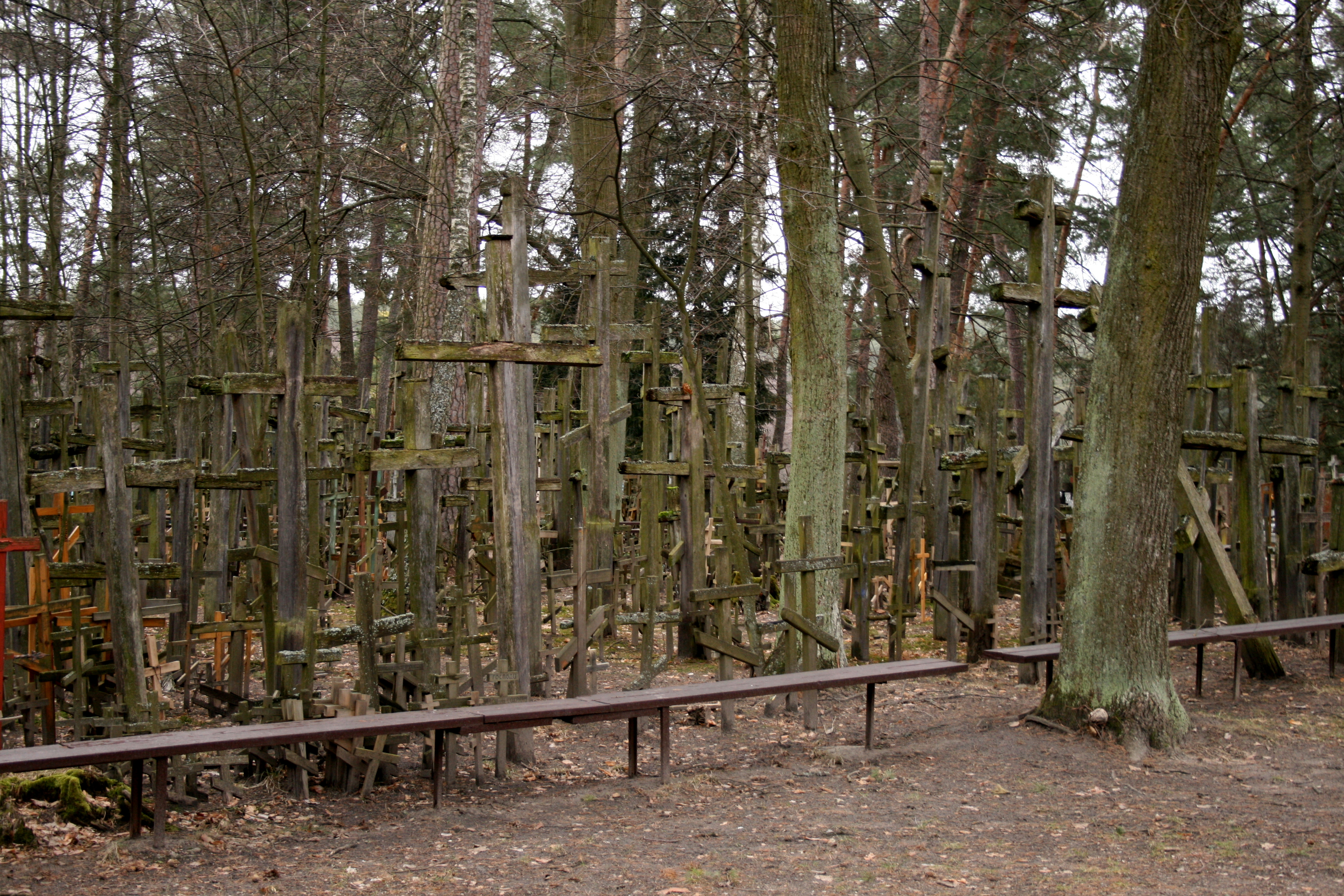
Хрести на горі Грабарці